# Палаццо Корнер-делла-Ка-Гранда
Палаццо Корнер-делла-Ка-Гранда або просто Ка-Корнер (італ. Palazzo Corner della Ca' Grandа, Ca’ Corner) — це палац у Венеції на Гранд-каналі, розташований у районі Сан-Марко. Побудований архітектором Якопо Сансовіно після пожежі 1532 року, яка знищила попередню будівлю. Тепер у палаці розміщені офіси префекта Венеції та уряду області Венеція.

## Історія
Ка-Корнер (скорочено від італ. Casa — будинок, особняк) за проєктом Якопо Сансовіно (це було одне з його перших замовлень у Венеції) після того, як пожежа в 1532 році знищила попередню резиденцію родини Корнер, Палаццо Маломбра, про існування якої свідчить план, або ведута (Veduta di Venezia), створений в 1498—1500 роках Якопо де Барбарі.
У 1817 році, після наступної пожежі, будівлю передали родині Корнер у державну власність Австрійської імперії, яка розмістила в ній Королівську провінційну делегацію (Regia Delegazione Provinciale), а потім Імперське Королівське намісництво (Imperiale Regia Luogotenenza), що відповідало поняттю префектури. Пізніше, після приєднання міста до Королівства Італія в 1866 році, палац зберіг своє адміністративне призначення.

## Архітектура
Відзначаючись монументальністю, підкресленою епітетом Ка-Гранда (Великий палац), своєю величчю палац порушує одноманітність панорами сусідніх будівель і служить прикладом новаторства його проєктанта Якопо Сансовіно.
Будівля має три поверхи та внутрішнє подвір'я (cortile). Архітектор залишив нижню частину оформленою рустикою (відбіленим каменем), а два верхніх поверхи — високими арковими вікнами, поділеними подвоєними колонами відповідно іонічного та коринфського ордерів. Трійний портал першого поверху підсилює велич палаццо.
Фріз верхньої частини будівлі оформлений «лежачими» овальними вікнами «perla baroca» (спотвореною перлиною), часто зустрічаються в венеціанській архітектурі. Фахівці бачать в фасаді Палаццо Ка-Корнер з'єднання римської та венеційської архітектурних традицій.